# Sectiliclava isis
Sectiliclava isis är en stekelart som beskrevs av John S. Noyes och Paul E. Hanson 1996. Sectiliclava isis ingår i släktet Sectiliclava och familjen sköldlussteklar.
Artens utbredningsområde är Costa Rica. Inga underarter finns listade i Catalogue of Life.